# Hanna Öberg (influerare)
Malin Hanna Rebecca Öberg, född 9 mars 1989 i Nordingrå församling i Västernorrlands län, är en svensk influerare som är känd som en av landets största träningsprofiler med över 2 miljoner följare på Instagram. Hon är även känd för sin Youtubekanal där hon bland annat lägger upp träningsvideos, kostvideos och vardagliga vloggar. Kanalen, som startades 2016, hade 2023 över 1 miljon prenumeranter och mer än 76 miljoner visningar. Hon har även en svensk kanal som har över 18 000 prenumeranter.
Öberg har startat flera företag inom träning, vilka omsätter över 20 miljoner kronor.
Hanna Öberg bor idag i Onsala i Kungsbacka kommun.